# Nhà thờ Thánh Gioan Baotixita ở Prešov
Nhà thờ Thánh Gioan Baotixita ở Prešov (tiếng Slovakia: Chrám svätého Jána Krstiteľa v Prešov) là một nhà thờ chính tòa Công giáo Hy Lạp tọa lạc ở thành phố Prešov, vùng Prešov, Slovakia. Vào ngày 17 tháng 4 năm 1963, nhà thờ Thánh Gioan Baotixita ở Prešov được ghi danh vào Danh sách Di tích Trung ương theo quyết định của Bộ Văn hóa Cộng hòa Slovakia.

## Lịch sử
Nhà thờ Thánh Gioan Baotixita ở Prešov được xây dựng theo phong cách kiến trúc Baroque trên địa điểm trước đó từng tồn tại một nhà thờ được xây dựng vào thế kỷ 14 với mục đích tôn kính Đức Trinh Nữ Maria, và trước đó nữa tại địa điểm này từng có một nhà nguyện mở cửa để phục vụ nhu cầu cầu nguyện của bệnh viện hoạt động trong khu vực gần đó. Công việc xây dựng nhà thờ Thánh Gioan Baotixita ở Prešov diễn ra trong hai năm 1753 và 1754. Thợ xây bậc thầy Gašpar Urlespacher đã chỉ đạo công cuộc xây dựng nhà thờ.
Nhà thờ Thánh Gioan Baotixita ở Prešov trở thành một nhà thờ chính tòa từ năm 1818. Tòa tháp chuông của nhà thờ được nâng lên vào năm 1865.